# Andrena ceanothifloris
Andrena ceanothifloris är en biart som beskrevs av Linsley 1938. Andrena ceanothifloris ingår i släktet sandbin, och familjen grävbin. Inga underarter finns listade i Catalogue of Life.